# Aksamit

Aksamit z XVI wieku

Aksamit (dawn. oksamit, łac. examitum) – tkanina bawełniana z krótką okrywą włosową (bawełnianą, jedwabną lub wełnianą) uzyskiwana przez wprowadzenie między nitki osnowy i wątku dodatkowych nitek runowych w formie pętelek, które pozostawiono nierozcięte (aksamit pętelkowy) lub rozcinano (aksamit strzyżony). Produkuje się też aksamity, w których stosuje się obie te techniki. Aksamit należy do grupy tkanin z okrywą włókienną, zwanych pluszami.
Aksamity mogą być gładkie lub wzorzyste – wzory uzyskiwane są przez wzorzyste tkanie (tkanina żakardowa), zróżnicowanie wysokości włosa, zestawienie powierzchni z okrywą włosową i pętelkową, a także prasowanie, wytłaczanie, gofrowanie oraz drukowanie techniką sitodruku. Aksamity wzorzyste z dodatkiem nitek metalowych nazywane są brokatami (altembasami).
Tkanina ta pochodzi z Indii, od XII w. była produkowana we Włoszech (Genua, Wenecja), a od końca XVII w. w Polsce. Aksamitów używano początkowo na reprezentacyjne ubiory świeckie i stroje liturgiczne, od średniowiecza także na pokrycia mebli, zasłony, kapy. 